# Meskwaki (Sprache)

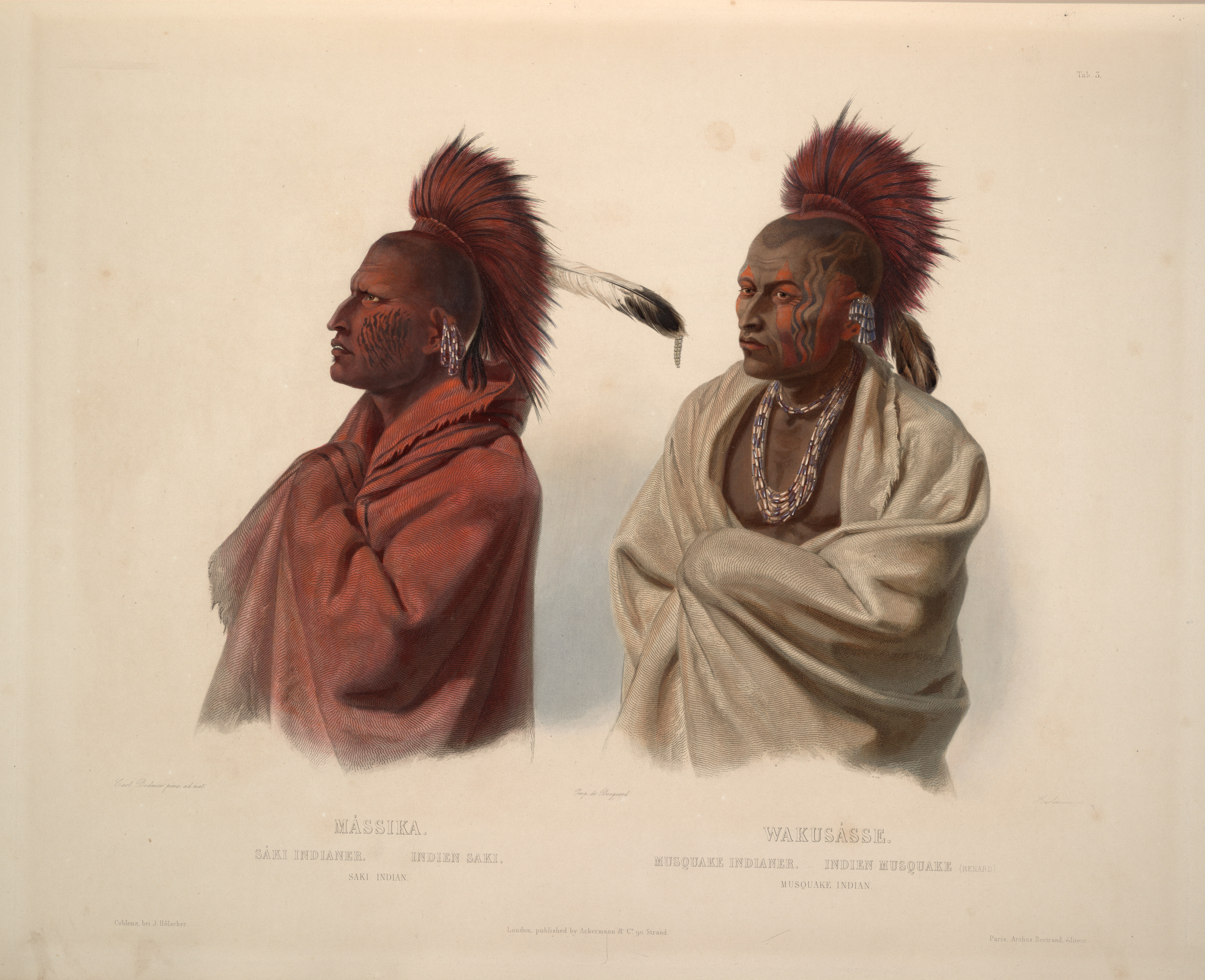
Mássika, ein Sauk (links) und Wakusásse, ein Meskwaki (rechts). Aquarell von Karl Bodmer im Jahr 1833.

Meskwaki (unter mehreren Namen bekannt: Fox, Mesquakie, Meskwaki, Mesquakie-Sauk, Mesquakie-Sauk-Kickapoo, Sauk-Fox, Sac and Fox u. a.) ist eine indigene nordamerikanische Sprache der Algonkin-Sprachfamilie, die von etwa 1.000 Menschen im Mittleren Westen der USA sowie im Norden Mexikos von den Stämmen der Meskwaki („Volk der roten Erde“, veraltet: Fox), Sauk (Sac, fälschlicherweise „Volk der gelben Erde“) und Kickapoo (Kikapú, „die, die hier und dort sind“) gesprochen wird.
Dementsprechend gibt es auch drei verschiedene Dialekte:
- Fox oder Meskwakiatoweni („Sprache der Meskwaki“)[2]
- Sac/Sauk oder Thâkiwâtowêweni („Sprache der Thâkîwaki“), und
- Kickapoo.

Kickapoo wird allerdings öfter als eigene, mit Meskwaki eng-verwandte Sprache betrachtet (ISO3 = kic).
Die Sprache ist hochgefährdet. Die meisten Sprecher sind bereits älter. Die Schule in der Meskwaki-Siedlung in Iowa bietet zweisprachigen Unterricht an. Am Smithsonian Institut und an der Universität von Chicago werden Forschungsprojekte über Meskwaki durchgeführt.

## Einordnung
Wie andere Algonkin-Sprachen ist auch Meskwaki eine polysynthetische Sprache, mit z. T. fusionalen Zügen.

## Dialektvergleich: Meskwaki – Sauk – Kickapoo
Die folgende Tabelle zeigt, wie ähnlich die Dialekte sind.
| Deutsch | Meskwaki | Sauk      | Kickapoo |
| ------- | -------- | --------- | -------- |
| Eins    | Nekoti   | Nekoti    | Nekoti   |
| Zwei    | Ni·šwi   | Nîshwi    | Niiswi   |
| Drei    | Neswi    | Nethwi    | Neθwi    |
| Frau    | Ihkwe·wa | Ihkwêwa   | Ihkweea  |
| Mann    | Neniwa   | Neniwa    | Inenia   |
| Sonne   | Ki·šeswa | Kîshethwa | Kiiseθwa |
| Rot     | Meškwi   | Meshkw    | Meskwaa  |

## Possessivpronomen
Possessivpronomen werden als Präfixe ausgedrückt. Die Possessiv-Präfixe sind ne-, ke- oder o- vor Substantiven, die mit Konsonanten anfangen, und net-, ket- oder ot- vor Substantiven, die mit Vokalen beginnen. Es gibt auch seltene Unregelmäßigkeiten.
| chimāni (ein Boot)      | nechimāni (mein Boot)       | kechimāni (dein Boot)       | ochimāni (sein oder ihr Boot)        |
| onākani (eine Schüssel) | netonākani (meine Schüssel) | ketonākani (deine Schüssel) | otonākani (seine oder ihre Schüssel) |